# Obrowo Małe
Obrowo Małe – jezioro wytopiskowe na Wysoczyźnie Polanowskiej, na północ od osady Struga w gminie Czarna Dąbrówka, w pow. bytowskim województwa pomorskiego.
Ogólna powierzchnia: 9 ha.